# 八ッ橋修身
八ッ橋 修身（やつはし おさみ、1974年4月2日 - ）は、日本の元ラグビー選手。2016年現在、天理大学ラグビー部のBKコーチを務めている。

## プロフィール
- 奈良県出身[1]。
- ポジションはフルバック(FB)。
- 身長 176cm、体重 90kg
- ニックネームはオサミ。
- 日本代表キャップは12。

## 略歴
ラグビーをはじめたきっかけは友達がラグビーを始めたことから。
1993年、天理高校卒業後、天理大学に入る。
1997年、天理大学卒業後、神戸製鋼コベルコスティーラーズに加入。
2008年、現役を引退した。